# 克劳迪奥·卡尼吉亚
高迪奧·肯尼基亞（西班牙語：Claudio Caniggia，1967年1月9日—），前阿根廷足球運動員，司職前鋒，在2004年退休。
高迪奧·肯尼基亞以速度著名，亦令他有“风之子”的稱號。

## 生平
肯尼基亞生於1967年1月9日，這位二十一歲 (1985年開始)便在河床一隊效力的球員，先後效力維羅納 (Hellas Verona)，阿特蘭大 (Atalanta B.C.)及羅馬(A.S. Roma)三家有名氣的意大利球會，其後在1994年轉戰葡萄牙效力賓菲加 (SL Benfica)，一年後回到祖國阿根廷的懷抱，但卻效力母會河床的死敵小保加 (Boca Juniors)，2000年又回到阿特蘭大，一年後便在蘇格蘭的鄧地 (Dundee F.C.)和班霸格拉斯哥流浪 (Rangers F.C.)，最後2004年在Qatar S.C退休。
他在16年的職業生涯中，上陣共364場，入了101球，雖然不說是一個多產前鋒，但他的高速卻為球會帶來無限的貢獻。
另外，他在1987年開始效力阿根廷國家隊，上陣50場入了16球，一直到2002年才退出國家隊。
肯尼基亞因他的高速而被称为「风之子」。

## 荣誉

### 球会
河床體育會
- 阿根廷足球甲级联赛 (1): 1985-86
- 南美解放者杯 (1): 1986
- 洲際盃足球賽 (1): 1986
- 泛美杯（英语：Copa Interamericana） (1): 1986

亞特蘭大足球俱樂部
- 意大利足球乙级联赛亚军 (1): 1999-00

羅馬體育俱樂部
- 意大利盃亚军 (1): 1992-93

流浪者足球俱乐部
- 蘇格蘭足球超級聯賽 (1): 2002-03
- 蘇格蘭聯賽盃 (2): 2002，2003
- 蘇格蘭足總盃 (1): 2002

Qatar SC
- 卡塔尔皇子杯（英语：Qatar Crown Prince Cup） (1): 2003-04

### 国家队
- 美洲盃足球賽季軍: 1989
- 世界盃足球賽亚军: 1990
- 美洲盃足球賽冠軍: 1991
- 麒麟盃冠軍: 1992
- 国际足联联合会杯足球赛冠軍: 1992
- 阿特米奧·弗蘭基盃冠軍: 1993
- 20世紀最偉大的100名足球運動員